# 烏卡亞河真甲鯰
烏卡亞河真甲鯰為輻鰭魚綱鯰形目甲鯰科的其中一種，為亞熱帶淡水魚，分布於南美洲亞馬遜河上游的Ucayali河流域，體長可達22公分，棲息在底層水域，生活習性不明。

## 扩展阅读
維基物種上的相關：烏卡亞河真甲鯰